# 萩原義雄
萩原 義雄（はぎわら よしお、1951年 - ）は、日本語学者、駒澤大学教授。専門は国語学研究、日本古辞書の研究。

## 来歴
静岡県生まれ。1973年駒澤大学文学部国文学科卒業、1975年大学院人文科学研究科国語学修士過程修了、1978年博士課程満期退学、北海道教養部、駒沢女子短期大学、総合教育研究部日本文化学部門教授、2020年3月31日教授兼任コミュニティケアセンター所長。
「西來寺本仮名書き法華経原色影印」「西来寺蔵仮名書き法華経 翻字篇」「近世美談 小嶌に寄る仇の白浪」などの編著がある。

## 著書
- 「国立国会図書館」を参照

### 論文
- CiNii>萩原義雄